# Schwedderbergstraße 23 (Bad Suderode)

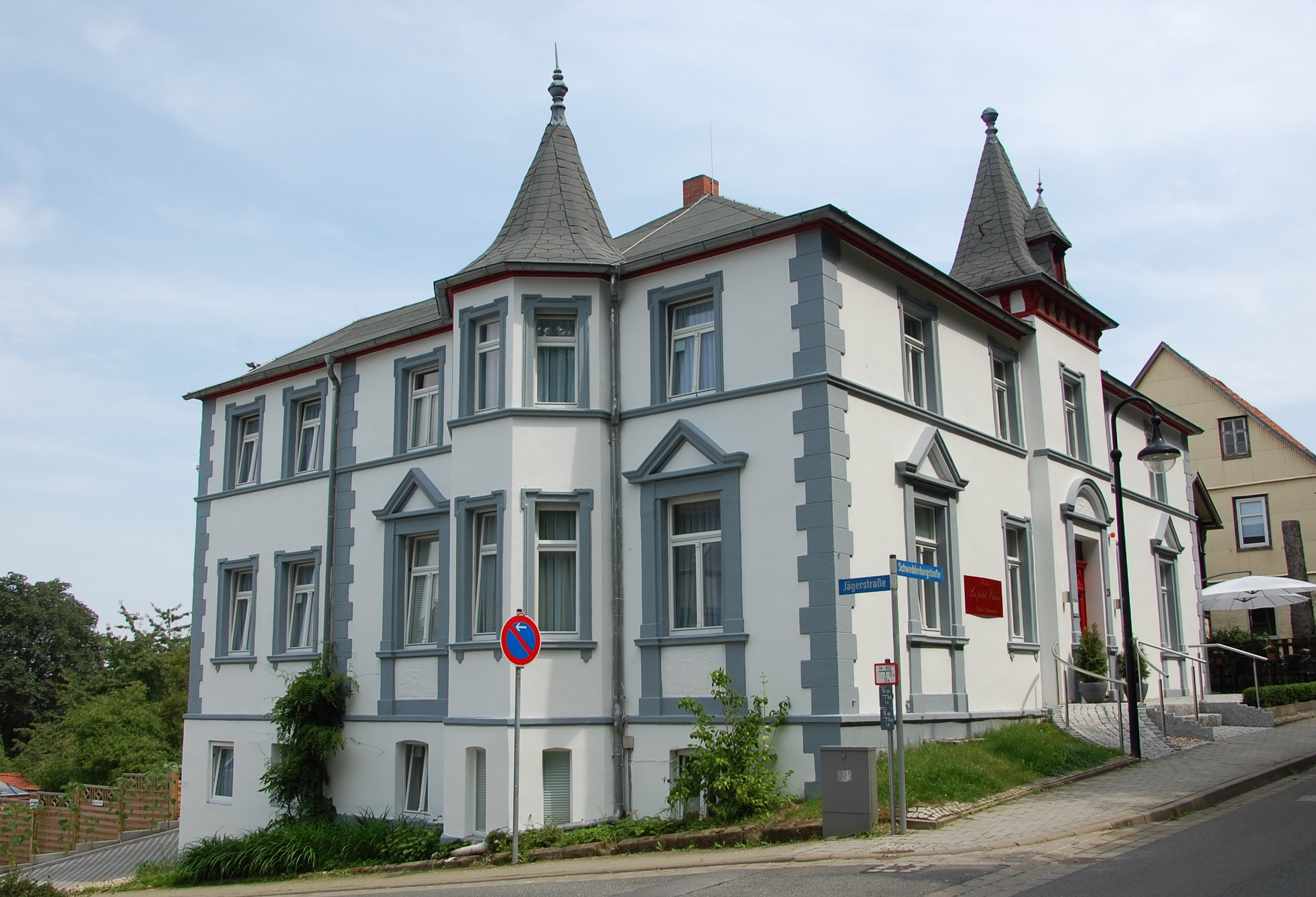
Haus Schwedderbergstraße 23

Das Haus Schwedderbergstraße 23 ist ein denkmalgeschütztes Gebäude im zur Stadt Quedlinburg in Sachsen-Anhalt gehörenden Ortsteil Bad Suderode. Im Haus wird das Hotel Résidence Le petit Palais betrieben.

## Lage
Es befindet sich südlich des Ortskerns Bad Suderodes, auf der Nordseite der Schwedderbergstraße in einer Ecksituation. Unmittelbar westlich des Hauses mündet die Jägerstraße in die Schwedderbergstraße. Südlich erhebt sich der Schwedderberg. Im örtlichen Denkmalverzeichnis ist das Gebäude als Kurpension eingetragen.

## Architektur und Geschichte
Das Haus wurde in der Zeit um 1900 als Kurpension errichtet, wobei sich die Gestaltung an den Formen eines historischen Palais orientiert. Der Hauseingang liegt zur Schwedderbergstraße hin auf der Südseite des Hauses und wird durch einen turmartig ausgeführten Risaliten betont. Seitlich am Gebäude befindet sich ein hölzerner Wintergarten.
Der Vorgarten des Anwesens ist mit einer aus der Bauzeit stammenden Grundstückseinfriedung versehen.
Im Haus wird das Hotel Résidence Le petit Palais mit fünf Suiten betrieben.